# 生殖器穿洞

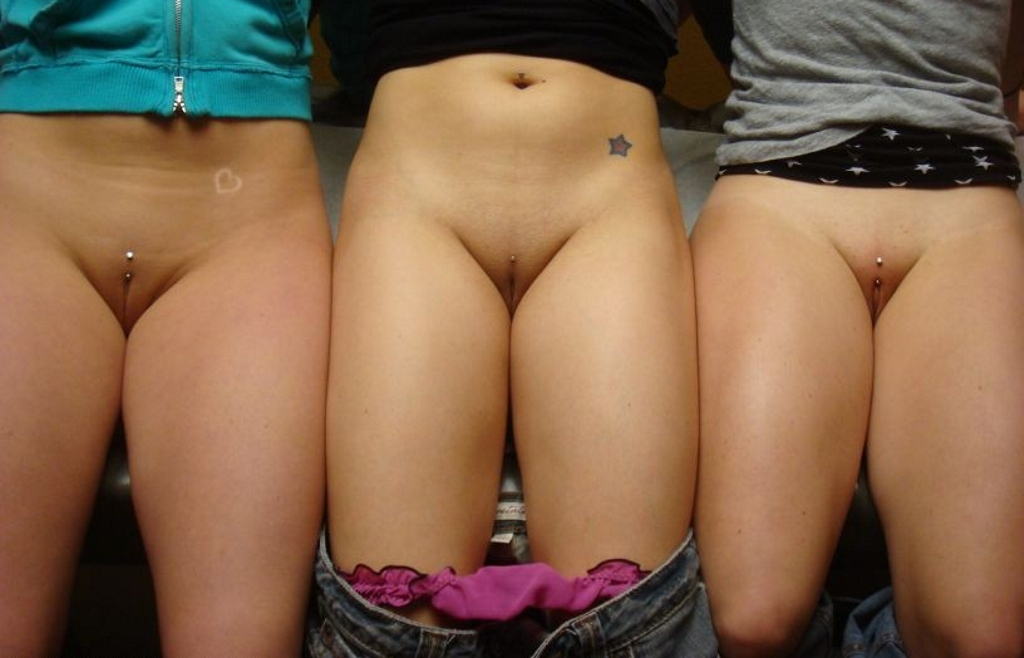
女性生殖器穿洞

生殖器穿洞（英語：Genital piercing）是一種在生殖器上進行的身體穿洞。過程中會刺穿生殖器的一部分，並創造出一個孔洞，並可在孔洞中裝飾不同類型的飾品或珠寶。生殖器穿孔也可以泛指在肛門、會陰、生殖器和陰阜區域內的所有身體穿孔。無論男性或女性皆可以進行生殖器穿洞，並進行各種不同形式的穿洞。穿洞的主要動機通常是為了美化和個性化，但有一些穿洞的動機是希望增加性刺激及增強性快感。生殖器穿洞也可以在許多傳統部落社會中找到，特別是在南亞和東亞，在這些地方，生殖器穿洞自古以來就是傳統習俗的一部分。生殖器穿洞最早的文字紀錄是2000年以前被書寫的《慾經》。

## 歷史

### 部落中的生殖器穿洞
生殖器穿洞的傳統起源地被認為是東南亞，從印度到婆羅洲的部落中皆有發現生殖器穿洞的傳統。生殖器穿孔洞有悠久的歷史，第2世紀的《慾經》中提到了一種叫做「Apadravya」的男性生殖器垂直穿洞。在婆羅洲島的沙撈越和沙巴等不同部落中則發現了一種類似但不同的穿洞方式，這種穿洞方式是水平穿過男性龜頭而不是垂直穿過。19世紀的探險家首先在民族志記錄中將生殖器穿孔引入西方國家，荷蘭探險家Anton Willem Nieuwenhuis在他的民族志記錄中描述了婆羅洲男性生殖器穿孔的程序。

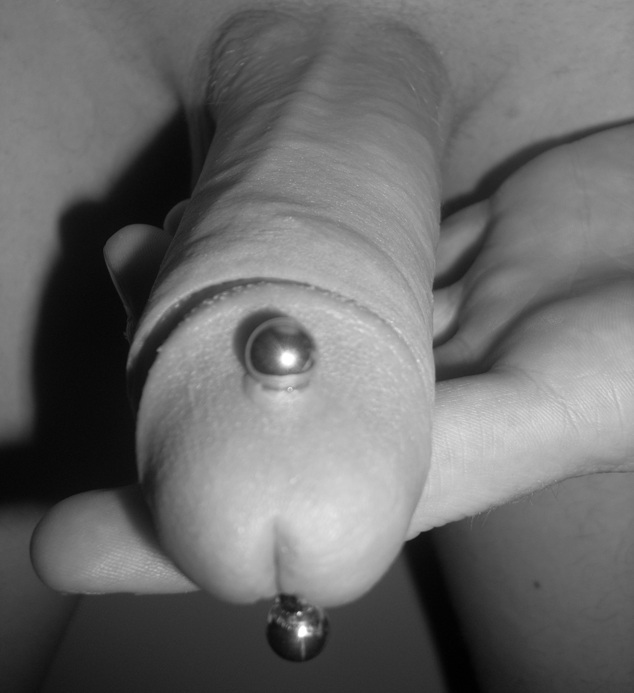
直式的男性生殖器穿洞（Apadravya）
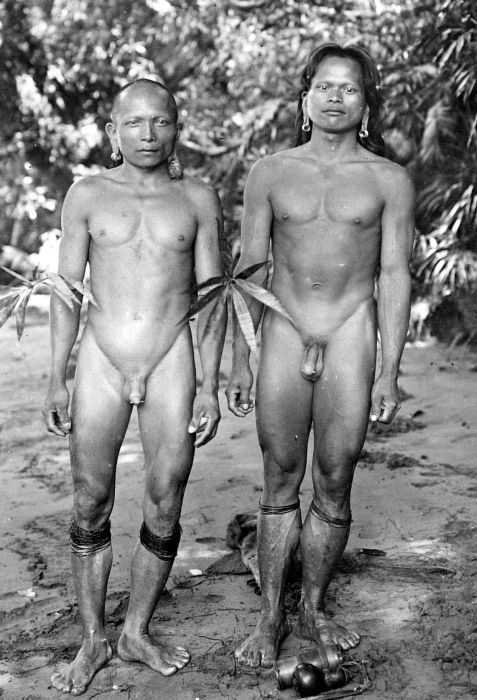
橫式的男性生殖器穿洞
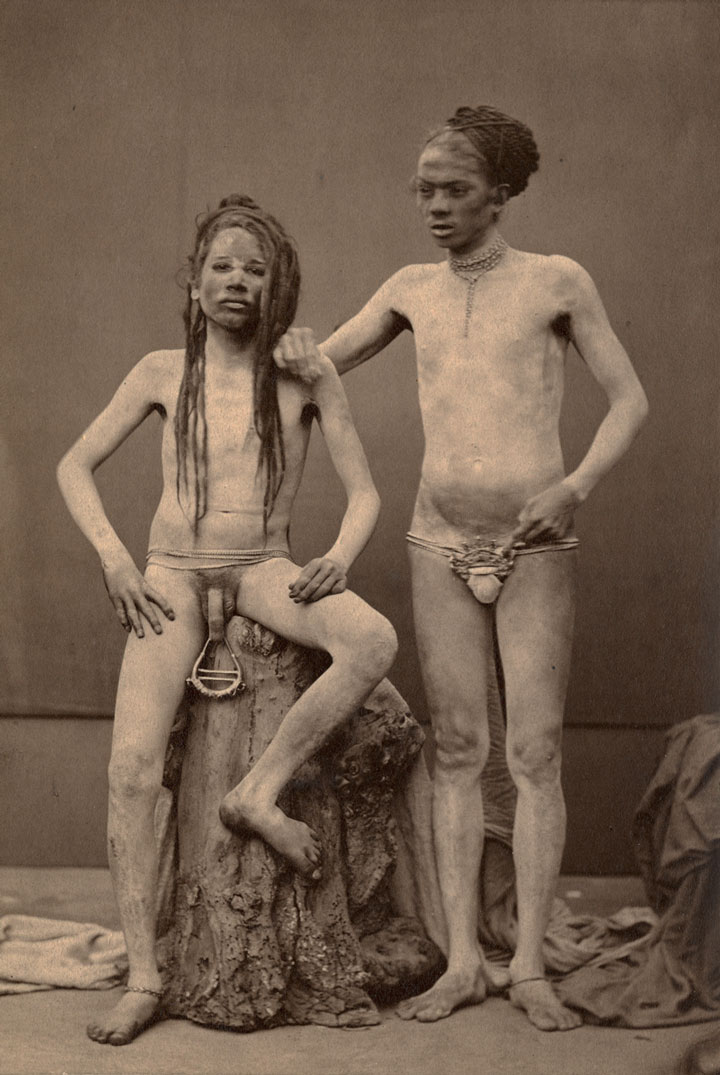
橫式的男性生殖器穿洞，並穿戴陰莖吊環

### 現代的生殖器穿洞

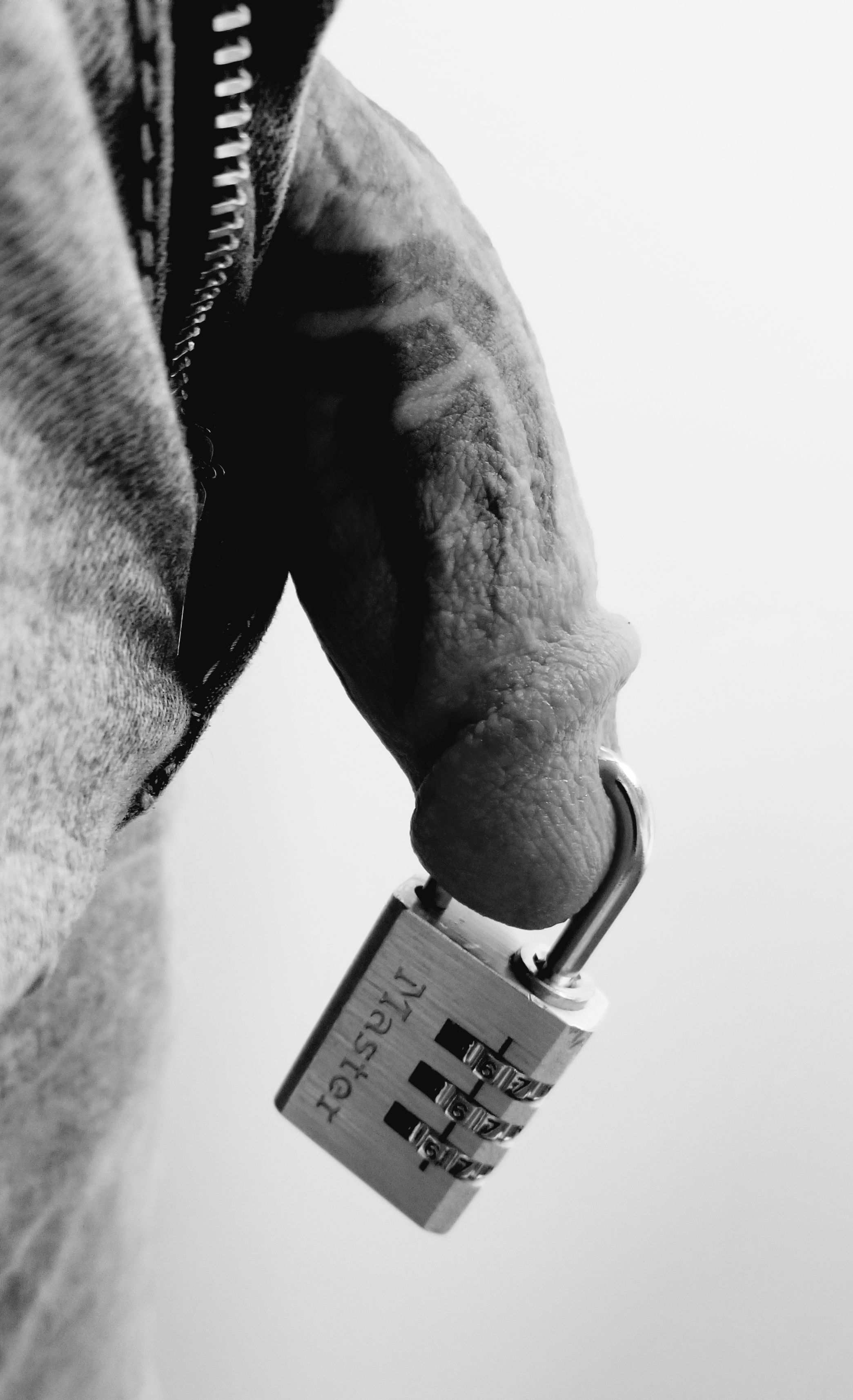
在陰莖上穿孔後上鎖。

19世紀末，生殖器穿洞在歐洲上層階級產生了一陣短暫的流行趨勢，許多男女開始在乳頭與生殖器上穿洞。但很快的流行就消退了，在1950年代後生殖器穿洞在歐美已經變得相當罕見，直到21世紀，生殖器穿洞都指是一種次文化中的身體修飾。
直到2010年代以後，才和乳頭穿洞一起越來越受歡迎、逐漸成為主流文化的一部分，並被人們認可、視為「好的」和「正常的」行為。統計指出，美國當代生殖器穿洞族群的主要特徵是白種人、年輕、教育程度高。許多名人表示他們已經進行或是有進行生殖器穿洞，像是：克莉絲汀·阿奎萊拉、皮特·多赫提、女神卡卡、珍娜·傑克森、藍尼·克羅維茲、彼特·溫茲等。如今生殖器穿洞的需求量越來越大，特別是在年輕人、大學生的族群中。來自英國的專業穿洞師Chelsea Bunz指出：「生殖器穿洞已經可以被公開討論，並使得它越來越被主流所接受。在學校和職場上都找的到。」表示隨著生殖器穿洞的人氣增長，更多的人願意公開分享他們生殖器穿洞的經驗。
約翰·霍普金斯大學的兼任臨床醫學教授Marilyn W. Edmunds也針對女性生殖器穿洞指出：「女性的生殖器穿洞已經不再侷限於社會邊緣或朋克文化中那個試圖挑釁社會的行為。在過去的30年間生殖器穿洞已成為主流，女性也因各種原因參與生殖器穿洞的行列。」

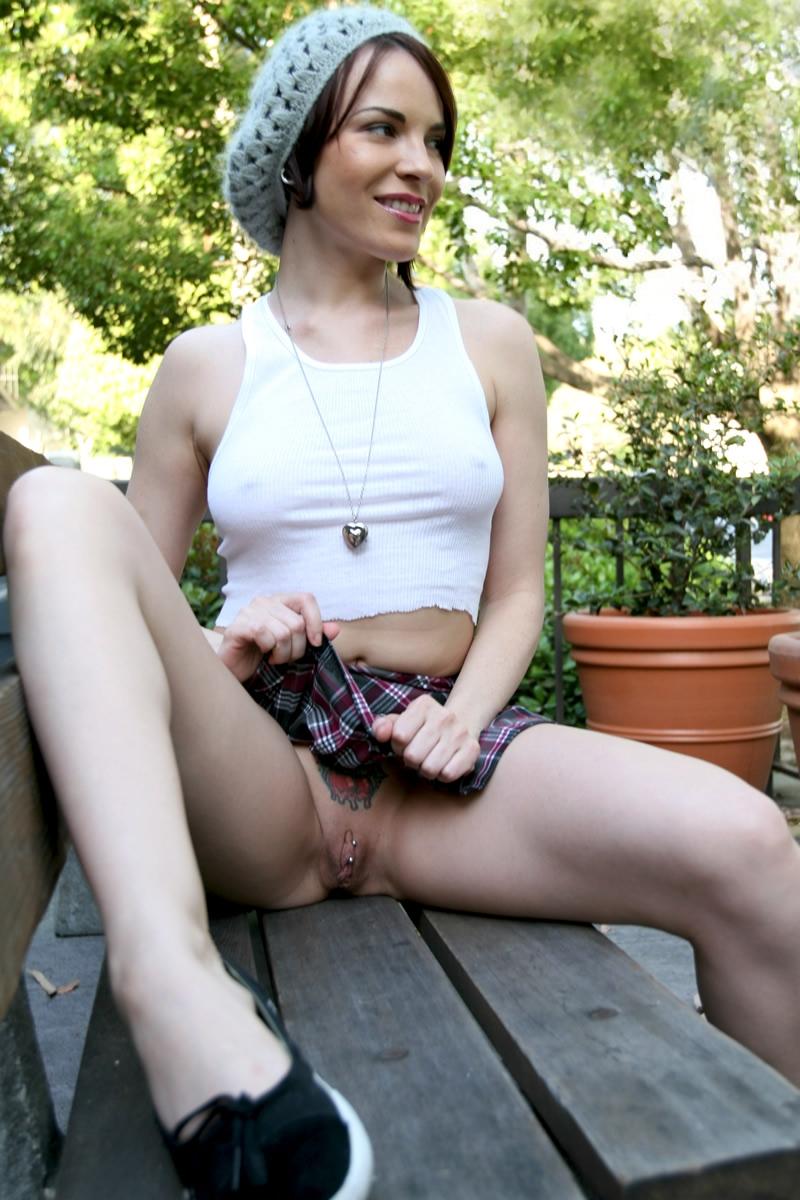
在女陰上穿洞的現代女性
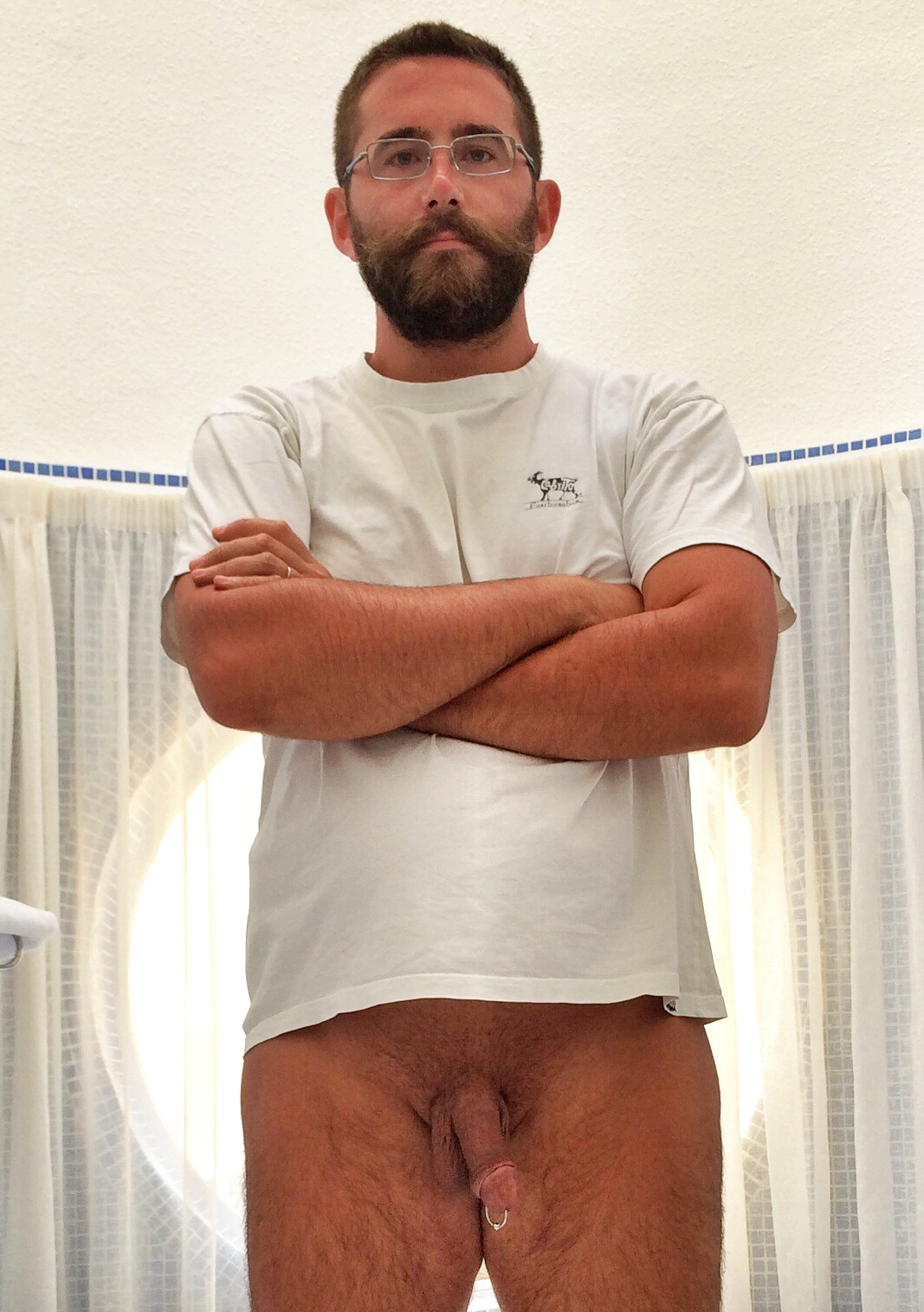
在陰莖上穿洞的現代男性